# Martin-Luther-Kirche (Tarmstedt)

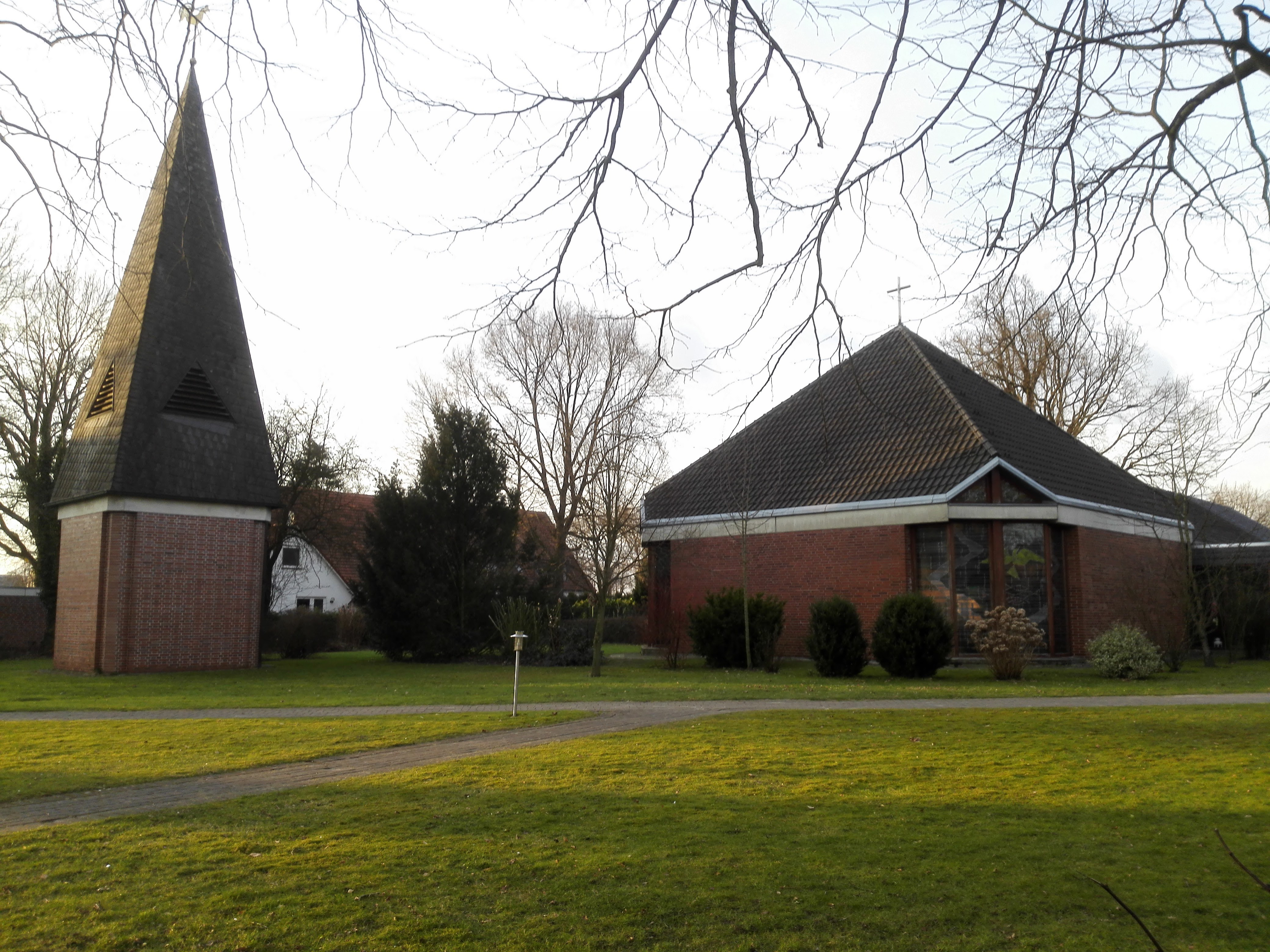
Martin-Luther-Kirche, Tarmstedt

Die Martin-Luther-Kirche ist eine evangelisch-lutherische Kirche in Tarmstedt, einer Gemeinde im Landkreis Rotenburg (Wümme) in Niedersachsen.

## Geschichte
Durch Zuwachs des Ortes Tarmstedt hat die Hannoversche Landeskirche dort 1962 ein Gemeindehaus erbauen lassen. 1973 wurde der Pfarrbezirk II von Wilstedt in Tarmstedt eingerichtet. 1983 wurde schließlich eine Kirche eingeweiht. 1984 wurde noch ein freistehender, 16,25 m hoher Glockenturm neben der Kirche erbaut. 2010 wurden die Pfarrbezirke wieder verschmolzen.

## Ausstattung
Die Orgel, das Taufbecken und der Altar sind allesamt neueren Datums. Genauere Informationen liegen nicht vor.

### Glocken
Die Tarmstedter Kirche besitzt eine Glocke.
| Nr. | Gussjahr | Gießer, Gussort     | Schlagton |
| 1   | 1986     | Gebr. Rincker, Sinn | b1        |